# Josef Bühler
Josef Bühler, también referido como Joseph Buehler (Bad Waldsee, Alemania, 16 de febrero de 1904 – Cracovia, Polonia, 22 de agosto de 1948) fue un funcionario nacionalsocialista, con el cargo de secretario de Estado y delegado del gobernador de la Polonia invadida, en el llamado Gobierno General, cuya oficina estuvo en Cracovia durante la Segunda Guerra Mundial. Participó activamente en el Holocausto.

## Vida
Bühler nació en Bad Waldsee, Alemania, en una familia católica de 12 hermanos. Su padre fue panadero. Después de obtener la Licenciatura en Derecho empezó a trabajar bajo la supervisión del abogado Hans Frank, quien era asesor legal de Adolf Hitler y del NSDAP, resultó elegido miembro del Reichstag, cuando Frank fue nombrado ministro de Justicia en Baviera en 1933. Bühler se hizo miembro del Partido Nazi el 1 de abril de 1933, según su propio testimonio en los Juicios de Núremberg, y fue nombrado administrador de la Corte de Múnich. En 1935, se hizo jefe del Distrito de Fiscales del Ministerio Público.

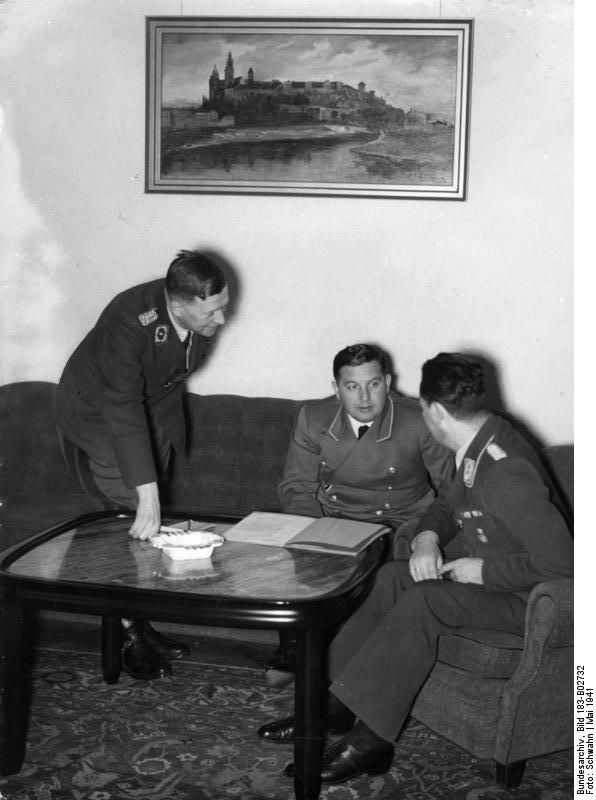
Josef Bühler, al centro, el 12 de mayo de 1941 cuando era Secretario de Estado de Polonia

En 1938, Hans Frank para entonces Ministro del Reich sin cartera, lo puso a cargo del Gabinete de su oficina. Después de la invasión a Polonia, el 1 de septiembre de 1939 por la Alemania Nazi, lo que desató la Segunda Guerra Mundial, Frank fue nombrado gobernador general de Polonia y los territorios ocupados, Bühler lo acompañó a Cracovia, y asumió el puesto de secretario de Estado del Gobierno General, sirviendo también como delegado de Frank. Recibió el grado honorario de SS Brigadeführer en las SS por parte del SS Reichsführer Heinrich Himmler.
Bühler asistió a la Conferencia de Wannsee el 20 de enero de 1942 como representante del Gobierno General de Polonia. Durante la conferencia, donde se discutió la imposición de la 'Solución Final del problema judío en el ámbito de la influencia alemana en Europa', Bühler estableció en varias partes de la conferencia la importancia de resolver la 'Cuestión Judía en el Gobierno General tan rápido como fuera posible'.
Después de la guerra, Bühler testificó en defensa de Frank en los Juicios de Núremberg. Luego de eso, fue extraditado a Polonia y juzgado por el Tribunal Supremo de Justicia de ese país por crímenes contra la humanidad, siendo condenado a muerte y confiscados todos sus bienes el 10 de julio de 1948 y posteriormente ejecutado en Cracovia. Su muerte fue anunciada el 22 de agosto de ese año por las autoridades polacas y la noticia fue publicada en el New York Times al día siguiente.

## En la ficción
Bühler interpretó una parte importante en la novela alternativa Fatherland, escrita por Robert Harris. En Fatherland, la historia ficticia de Europa si la Alemania Nazi hubiera derrotado los aliados occidentales durante la Segunda Guerra Mundial. Como resultado de esto, Bühler continuó sirviendo al Gobierno General de Polonia hasta 1951, cuando fue herido por la Resistencia polaca siendo forzado a retirarse. 
Bühler, según la trama en Fatherland, es asesinado por las SS en abril de 1964 en un intento por eliminar todas las evidencias de la Solución Final, en la cual Bühler había ayudado a instigar. El descubrimiento del cuerpo de Bühler en el río Havel, lo cual inicia una investigación del SS Sturmbannführer Xavier March que descubre la conspiración.
En el filme del año 2001, del canal HBO, Conspiracy, que transcurre durante la Conferencia de Wannsee, Bühler fue interpretado por el actor británico Ben Daniels.